# Cohors I Hispanorum (Aegyptus)
Die Cohors I Hispanorum [Cyrenaica] [equitata] (deutsch 1. Kohorte der Hispanier [aus der Cyrenaica] [teilberitten]) war eine römische Auxiliareinheit. Sie ist durch Militärdiplome und Inschriften belegt.

## Namensbestandteile
- Cohors: Die Kohorte war eine Infanterieeinheit der Auxiliartruppen in der römischen Armee.

- I: Die römische Zahl steht für die Ordnungszahl die erste (lateinisch prima). Daher wird der Name dieser Militäreinheit als Cohors prima .. ausgesprochen.

- Hispanorum: der Hispanier. Die Soldaten der Kohorte wurden bei Aufstellung der Einheit auf dem Gebiet der römischen Provinz Hispania Tarraconensis rekrutiert.

- Cyrenaica: aus der Cyrenaica. Der Zusatz kommt in dem Militärdiplom von 142 vor; er deutet auf einen früheren Aufenthalt in der Cyrenaica hin.[1]

- equitata: teilberitten. Die Einheit war ein gemischter Verband aus Infanterie und Kavallerie. Der Zusatz kommt in mehreren Inschriften[2] vor.

Da es keine Hinweise auf den Namenszusatz milliaria (1000 Mann) gibt, war die Einheit eine Cohors quingenaria equitata. Die Sollstärke der Kohorte lag bei 600 Mann (480 Mann Infanterie und 120 Reiter), bestehend aus 6 Centurien Infanterie mit jeweils 80 Mann sowie 4 Turmae Kavallerie mit jeweils 30 Reitern.

## Geschichte
Die Kohorte war in den Provinzen Aegyptus und Arabia (in dieser Reihenfolge) stationiert. Sie ist auf Militärdiplomen für die Jahre 83 bis 142 n. Chr. aufgeführt.
Die Einheit wurde vermutlich bereits unter Augustus aufgestellt und war möglicherweise seit seiner Regierungszeit in Aegyptus stationiert. Der erste Nachweis in der Provinz beruht auf einem Diplom, das auf 83 datiert ist. In dem Diplom wird die Kohorte als Teil der Truppen (siehe Römische Streitkräfte in Aegyptus) aufgeführt, die in der Provinz stationiert waren. Ein weiteres Diplom, das auf 98/105 datiert ist, belegt die Einheit in derselben Provinz.
In dem Diplom von 105 wird die Kohorte als ex translatarum in Iudaeam aufgeführt, d. h. sie sollte in die Provinz Iudaea verlegt werden. Da sie aber auf keinem der späteren Militärdiplome für Iudaea aufgeführt ist, nahm sie vermutlich 106 an der Annexion des Nabatäerreichs durch Trajan teil und wurde dann in der neu eingerichteten Provinz Arabia Petraea stationiert. Durch ein Diplom ist die Kohorte erstmals 142 in Arabia nachgewiesen.

## Standorte
Standorte der Kohorte in Aegyptus waren möglicherweise:
| - Talmis (Kalabscha): mehrere Inschriften wurden hier gefunden. | - Syene: eine Inschrift wurde hier gefunden. |

## Angehörige der Kohorte
Folgende Angehörige der Kohorte sind bekannt:

### Kommandeure
| - L(ucius) Coelius Verus, ein Präfekt (AE 1964, 19) - Marcus Sabinius Fuscus: er wird auf dem Diplom von 83 als Kommandeur genannt. - Publius Claudius Iustus, ein Curator | - Q(uintus) Vibius I[] (CIL 11, 1527) - Tiberius Claudius Africanus, ein Präfekt |

### Sonstige
| - Antonius, ein Centurio (SB 8516) - Aphrodas, ein Reiter (SB 4126) - [B]assus, ein Centurio (CIL 3, 6590) - Bassus, ein Centurio (SB 8518) - C(aius) A[]sius, ein Soldat (CIL 3, 6590) - Gaius Iulius Antoninus, ein Soldat (SB 8516) - C(aius) Iulius Saturninus, ein Centurio: das Diplom von 83 wurde für ihn ausgestellt. - Cornelius, ein Centurio (SB 4591) | - Florus, ein Decurio (SB 4124) - Longinus, ein Reiter (SB 4126) - Lucius Petronius, ein Tubicen (SB 4591) - Lucius Rutilius, ein Reiter (SB 4124) - Lucius Rutilius Lupus (SB 8518) - Lucius Valerius Lupus (SB 8518) - Marcus Pr[] Corbulon (SB 8515) |